# A Direção
A Direção é uma foto em preto e branco tirada por Alfred Stieglitz em 1907. Foi saudada como uma das maiores fotos de todos os tempos porque captura em uma única imagem um documento formativo de sua época e uma das primeiras obras do modernismo artístico.
Muito se escreveu sobre a cena como um documento cultural de um período importante, quando muitos imigrantes estavam vindo para a América. Na verdade, a foto foi tirada em um cruzeiro da América para a Europa e, por essa razão, alguns críticos a interpretaram como um registro de pessoas que foram recusadas pelos funcionários da Imigração dos Estados Unidos e foram obrigadas a voltar para casa. Embora alguns dos passageiros possam ter sido recusados por não cumprirem os requisitos financeiros ou de saúde para entrar, é mais provável que a maioria deles fossem vários artesãos que trabalhavam no florescente comércio de construção da época. Os trabalhadores altamente qualificados em trabalhos manuais, como marcenaria e colocação de mármore, receberam vistos temporários de dois anos para concluir seus empregos e, em seguida, voltaram para suas terras natais quando o trabalho foi finalizado.